# Hietzing Wiedeń
Hietzing Wiedeń – austriacki klub szachowy z siedzibą w Wiedniu, ośmiokrotny mistrz kraju.

## Historia
Klub został założony 18 lipca 1921 roku z inicjatywy Franza Kreuzera i Jakoba Heliczera, a w styczniu 1922 roku został członkiem Österreichische Schachverband. W 1924 roku nastąpiła fuzja z Breitenseer SV, a dwa lata później rozpoczęto wydawanie klubowej gazetki. Pod koniec lat 20. utworzono sekcje: problemową i młodzieżową. W 1927 roku członkini klubu, Paula Wolf-Kalmar, zajęła trzecie miejsce w mistrzostwach świata kobiet. W 1929 roku symultanę w klubie rozegrał José Raúl Capablanca. W 1931 roku klub otrzymał obecną nazwę, wówczas też utworzono sekcje m.in. bilarda, tarota i tenisa stołowego. Na początku lat 30. liczba członków klubu wynosiła 240. W latach 1932–1936 klub zdobył mistrzostwo Wiednia. Zawodnikami klubu byli wówczas m.in. Rudolf Spielmann, Ernst Grünfeld, Erich Eliskases, Hans Kmoch, Fritz Igel, Ernő Grünfeld i Hans Müller. W 1936 roku z powodu zadłużenia klubu sprzedano jego aktywa, a prezes Uhlirsch podał się do dymisji. Z powodu tych trudności, konieczności zmiany lokalu, a później Anschlussu, liczba członków spadła do 108 pod koniec 1938 roku. W 1943 roku klub zorganizował turniej w silnej obsadzie pod nazwą Pfingstturnier, jednak później, do końca II wojny światowej, aktywność znacząco spadła.
Po zakończeniu II wojny światowej klub reorganizował się. Nowymi zawodnikami zostali m.in. Alfred Beni, Andreas Dückstein i Salome Reischer. W 1953 roku Hietzing zorganizował pierwszy Puchar Mitropa. W tym samym roku klub połączył się z SK Flötzersteig, a w 1959 roku – z SK Breitensee. W latach 50. organizowano rozgrywki z udziałem klubów zagranicznych, jak Partizan Belgrad, Slavija Belgrad, ŽŠD Maribor czy SK Berlin.
Po utworzeniu w 1953 roku mistrzostw Austrii – Staatsmeisterschaft – Hietzing był czołowym klubem tych rozgrywek. Wiedeński klub zdobywał mistrzostwo w latach 1953, 1954, 1960, 1967, 1968 i 1971. Po utworzeniu Staatsligi klub zajął trzecie miejsce w 1976 roku i drugie w roku 1978. W sezonie 1978/1979 szachiści klubu wygrali ligę. W latach 1980–1981 uzyskano trzecie miejsce, w 1982 roku ponownie zdobyto mistrzostwo, a rok później – wicemistrzostwo. W tym okresie klub organizował mecze m.in. z Honvédem Budapeszt, SC Anderssen Bavaria Monachium, ŽŠD Maribor i Le Roi Blanc Peugeot. W 1990 roku zmieniono statut klubu, zrzeszając wszystkie sekcje klubu tak, że były one odtąd reprezentowane w równy sposób. W 1990 roku klub zajął drugie miejsce w kraju, jednak trzy później spadł ze Staatsligi. W 1997 roku Hietzing przejął zawodników i miejsce w Staatslidze od rozwiązanego klubu SK Fischer Wiedeń, mimo to Hietzing występował wówczas pod nazwą Hietzing/Fischer. W 1997 roku SK Hietzing/Fischer zajął piąte miejsce w Staatslidze, a w sezonie 1998/1999 zdobył wicemistrzostwo kraju. Rok później uzyskano trzecie miejsce. Na początku lat 2000. klub miał problem ze znalezieniem sponsora i w 2003 roku spadł z ligi. Rok później klub zakończył formalne partnerstwo z SK Fischer, wracając do tradycyjnej nazwy. Hietzing zajął wówczas jedenaste miejsce w 2. Bundeslidze i spadł do Landesligi. W 2006 roku nastąpił spadek z Landesligi, jednak rok później Hietzing powrócił na ten poziom.
Wiosną 2013 roku nastąpiło połączenie SK Hietzing z 1. SK Ottakring. Stąd też od sezonu 2013/2014 pierwsza drużyna występowała w 2. Bundeslidze jako SG Hietzing/Ottakring. W 2014 roku klub zajął trzecie miejsce w lidze, a rok później uzyskał awans do Bundesligi. Od 2015 roku klub ponownie działa samodzielnie, występując w 2. Bundeslidze.

## Arcymistrzowie w historii klubu
- Pavel Blatný[17]
- Zbyněk Hráček[18]
- Ralf Lau[18]
- Tomáš Polák[19]
- Petar Popović[20]